# قاسم‌آباد (محله)
قاسم‌آباد از توابع و دهکده‌های شمیران و نام محله‌ای در شمال شرق تهران و منطقه ۴ ناحیه ۷ شهرداری قرار دارد و به همراه ده نارمک یکی از محله‌های شرقی تهران می‌باشد
این محله که در حال حاضر بخشی از محله «ده نارمک و قاسم‌آباد» به‌شمار می‌آید، از کهن‌ترین آبادی‌های شمیران می‌باشد که انار آن بسیار زبان زد بوده‌است، و اگر آنچنان که می‌گویند انار تهران و ساوه معروف بوده، یحتمل انار نارمک (معرب این کلمه نرمق می‌باشد) را می‌گفته‌اند. نام نرمق در چندین کتب تاریخی ذکر شده و آن را از توابع آبادی ری می‌دانستند، چراکه تهران هنوز پایتخت ایران شناخته نمی‌شده‌است. ین محله که از دو محله قاسم‌آباد و ده نارمک تشکیل شده، از شمال به بزرگراه شهید بابایی، از جنوب به بزرگراه شهید زین‌الدین، از شرق به خیابان ۲۵ متری شکوفه - خیابان بوستان غربی - بلوار گلستان - بزرگراه شهید باقری و از سمت غرب به خیابان هنگام محدود می‌شود. این محله در حال حاضر ۱۹۰۹۴ نفر جمعیت را در خود جای داده‌است.
محله قاسم‌آباد ـ ده نارمک از شمال با منطقه ۴ شهرداری تهران، از جنوب با محله اوقاف، از طرف شرق با محله قنات کوثر و از طرف غرب با محله شهرک ولی عصر- لویزان- شیان و محله شمیران نو همسایه است (معاونت امور اجتماعی و فرهنگی شهرداری منطقه۴، ۱۳۸۷).
تاریخچه ده نارمک

ده نارمک از توابع شمیران و در شش کیلومتری جنوب شرقی امام زاده صالح و نه کیلومتری شمال جاده تهران به دماوند است دارای صد تن سکنه. این دهکده در دامنه و سردسیر و آبش از قنات و محصولش غلات و انار و شغل اهالی زراعت و باغبانی است. راهش فرعی و باغ‌های خرمی دارد (ستوده، ۱۳۷۴: ۷۷۳).

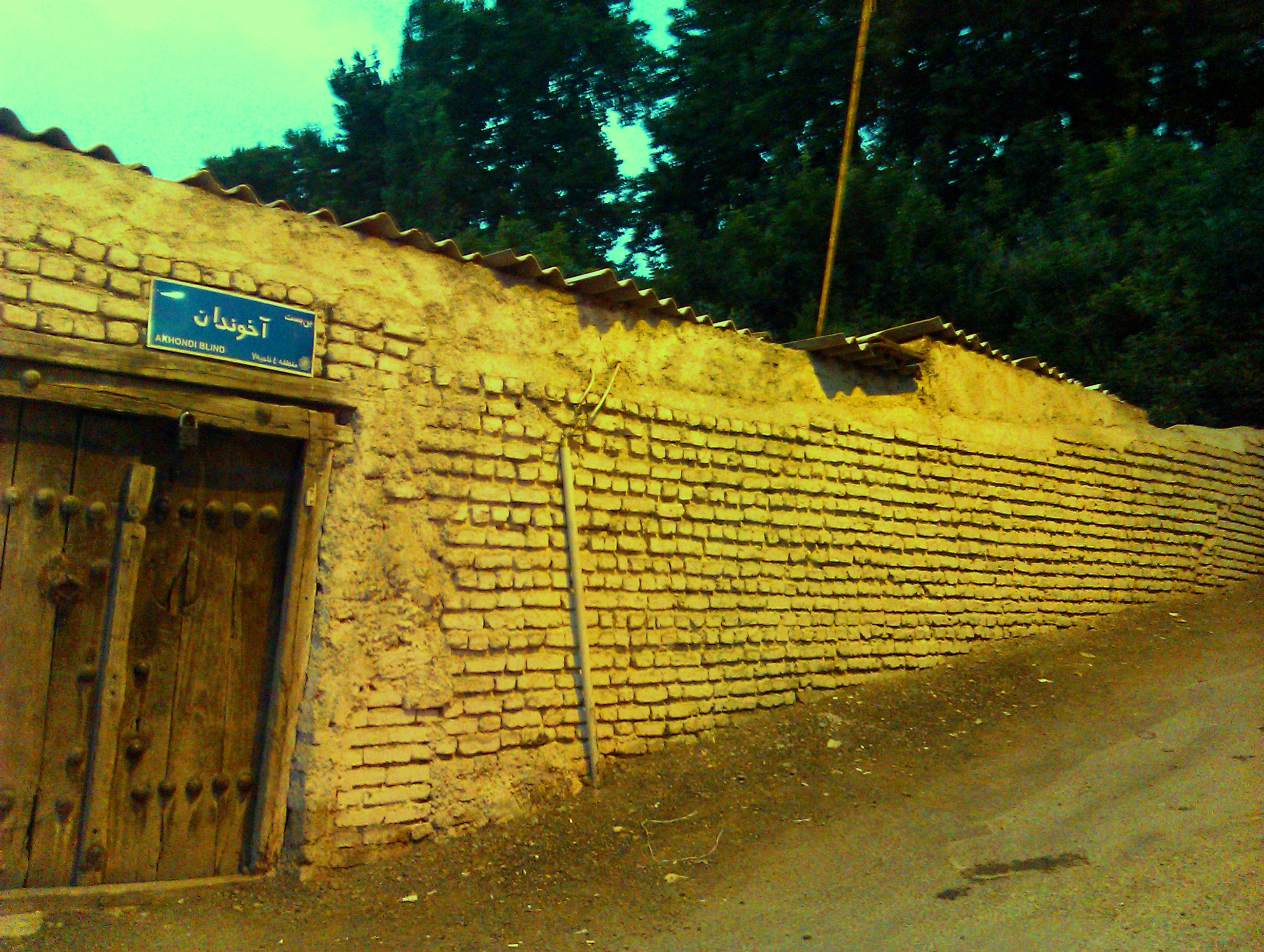
کوچه باغی در ده نارمک-لویزان

این دهکده را در متون قدیمی به نارمق، نرمق و نرمه می‌شناسند. از یک راوی حدیث که اهل این دهکده بوده در برخی متون قدیمی نام برده شده که از قدمت این دهکده حکایت دارد. به‌طور نمونه دکتر تکمیل همایون در جلد اول تاریخ اجتماعی و فرهنگی تهران آورده‌است:
احمدبن ابراهیم نرمقی (نارمکی) از روستای نارمک تهران و از عالمان به حدیث و روایت بوده و از سهل بن عدو حدیث نقل کرده‌است (تکمیل همایون، ۱۳۷۷: ۱۶۳).
در کتاب دیگری نیز دربارهٔ نرمق آمده:
مردمان این محله را نرمه گویند. احمدبن ابراهیم نرمقی رازی به آن منسوب است و ابوالقاسم طهرانی از او روایت کرده محتمل است که پیدایش نام این قریه پیش از تاریخ نام طهران باشد (جواهر کلام، ۱۳۲۵:). "ده نارمک که در گذشته دهی از توابع شمیران به حساب می‌آمده، با نام (نرمق) یعنی جایی که انارستان است و دهستان (باکک)، از دهستان‌های خوش آب وهوای شمیران بودند. محصولات عمده این دهکده، غلات و انار و شغل اهالی آن، زراعت و باغبانی بوده‌است (تهران ۱۰۰، ۱۳۸۷: ۱۸۴).
محله قاسم‌آباد- ده نارمک در حال حاضر ۴۱۲۱۴۸۳ وسعت داشته و در ناحیه ۷ شهرداری منطقه ۴ تهران قرار گرفته‌است.
خطوط مترو و اتوبوس
یکی از شاخص‌های توسعه و فرهنگ بالا در شهرهای امروزی استفاده بیشتر شهروندان هر محله از حمل و نقل عمومی (مترو، اتوبوس) و عدم استفاده از خودروی شخصی می‌باشد. اگر در محله‌ای اتوبوس‌ها خالی باشند و به اصطلاح استقبال از آن بالا نباشد و استفاده از خودروهای شخصی به هر عذر و دلیل متصور در آن بالا باشد، آن محله مدرن نیست و فرهنگ پایینی در آنجا حاکم است.
این محله فاقد خط مترو می‌باشد و در آینده نیز مترو از آن عبور نخواهد کرد ولی از امکانات اتوبوسرانی ذیل برخوردار می‌باشد :
- خط اتوبوس ۲۰۸ از شهرک پارس به پل خاقانی در مسیر پارک پلیس ، پل استقلال - بزرگراه باقری ، شهرک امید ، بلوار استقلال ، خیابان سراج ، بلوار دلاوران ، میدان الغدیر ، دانشگاه علم و صنعت ، سه راه فرجام‌ ، مترو سرسبز ، میدان رسالت ، دردشت ، نارمک ، میدان شقایق
- خط اتوبوس ۲۱۶ پایانه علم و صنعت به شهرك شهيد محلاتی در مسیر بزرگراه سلیمانی ، میدان رسالت ، خیابان هنگام ، خیابان شهید نیلفروشان، خیابان سراج ، بلوار استقلال ، بلوار هنگام ، بزرگراه شهید بابایی ، بلوار نیروی زمینی ، مینی سیتی ، بلوار ارتش ، بلوار شاهد ، میدان صاحب الزمان (منبع: سامانه حمل و نقل عمومی شهر تهران)[۱]

جغرافیای منطقه

محله ده نارمک در زمره واحد کوهپایه‌ای قرار می‌گیرد. حد شمالی این واحد، راندگی شمال تهران است که در شکل‌گیری آن تحولات تکتونیکی عهد حاضر، عامل آب وهوایی و نهشته‌های رسوبی پلیوکواترنری توأمانً دخالت داشته‌اند. بدین صورت که این منطقه در مقایسه با واحد مرتفع شمالی از رسوبات سخت نشده‌ای تشکیل شده‌است که در برابر نیروهای تکتونیکی اعمال شده شکل پذیرند. کوهپایه‌های تهران از جنس شن و ماسه و قلوه‌سنگ می‌باشند و به نظر می‌رسد که حمل مواد، معلول جریان‌های سیلابی مهمی بوده‌است که از سوی شرق جریان داشته و مواد حمل شده به‌سمت جنوب و غرب به‌صورت مخروط افکنه گسترده شده‌اند. شیب مورفولوژی کم، ارتفاعات تپه‌ماهوری با دره‌های کم‌عمق از ویژگی‌های آن است.
مکان‌های دیدنی ده نارمک

از مکان‌های پر بازدید و دیدنی این منطقه می‌توان به پارک جنگلی لویزان، باغ پرندگان تهران، مسجد جواد و از همه مهم‌تر حسینیه ده نارمک (حضرت ابوالفضل) اشاره کرد که هر ساله در این حسینیه به همت بانیان مراسم عزاداری باشکوه و بی نظیری در ماه محرم و صفر برگزار می‌شود و مردم این محل و نواحی اطراف در عزاداری امام حسین(ع) شرکت می‌کنند.

خیابان‌های اصلی و مهم

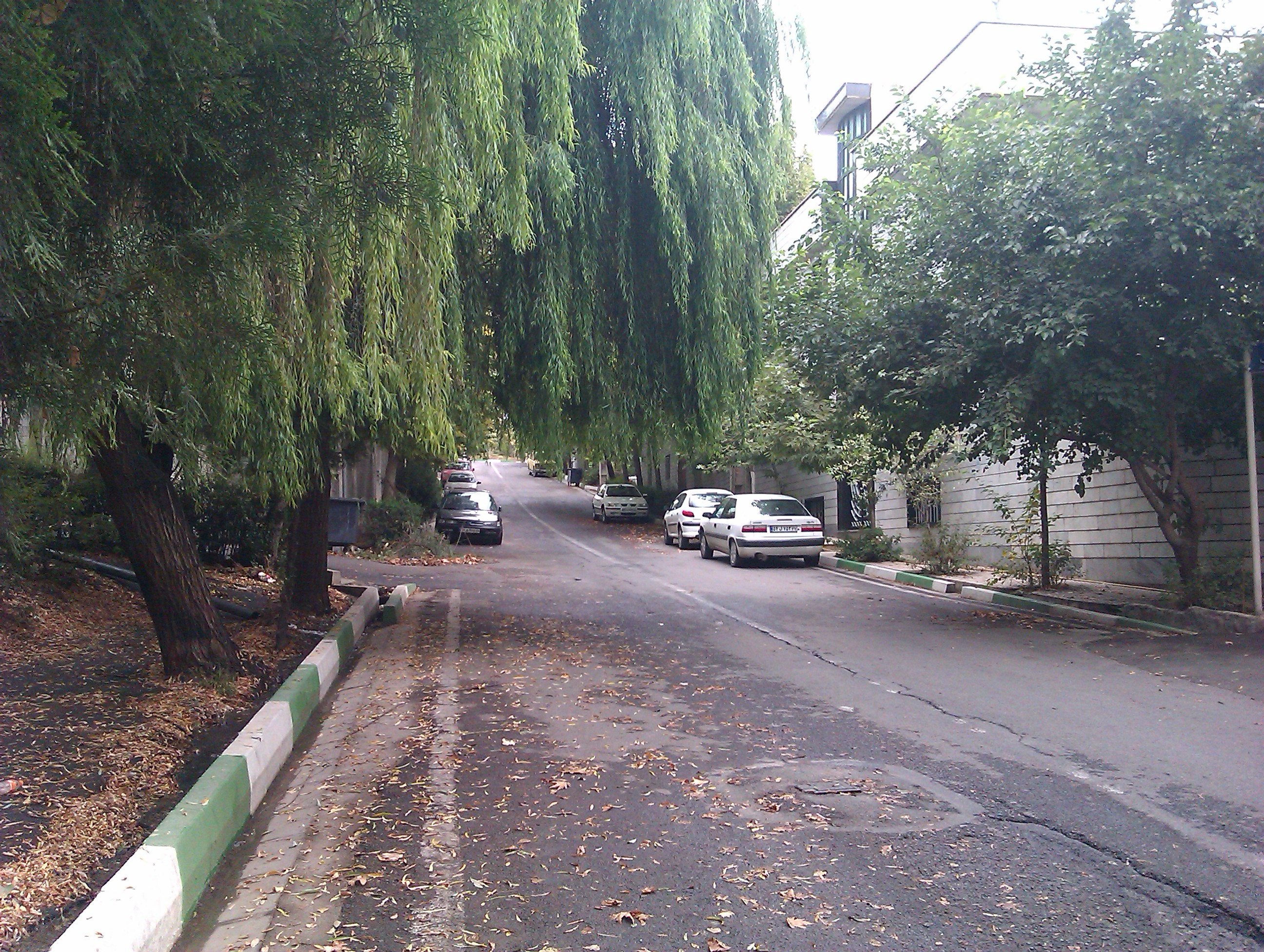
شهرک گلستان- ده قاسم‌آباد-لویزان

خیابان کوهستان(قاسم آباد) ، بلوار هنگام و بلوار استقلال از خیابان های مهم و پر رفت‌وآمد این منطقه به حساب می‌آیند.

آب و هوا

این محدوده در سمت شمال شرق واقع شده‌است و دارای مناظر زیبا، هوای مناسب و آب فراوان می‌باشد.